# Erlsbach (Gemeinde St. Jakob in Defereggen)
Erlsbach ist ein Weiler der Fraktion Oberrotte in der Gemeinde St. Jakob in Defereggen im Defereggental (Osttirol).

## Geographie
Erlsbach liegt in rund 1560 Metern Höhe am Talboden des Defereggentals nördlich der Schwarzach. Erlsbach ist damit die westlichste Dauersiedlung der Gemeinde sowie des Defereggentals. Westlich von Erlsbach mündet der gleichnamige Erlsbach in die Schwarzach, gegenüber der Siedlung befindet sich die Mündung des Frattenbachs in die Schwarzach. Nächstgelegene Siedlung ist das rund 2 Kilometer östlich gelegene Ladstatt.
Erlsbach besteht aus sechs Wohngebäuden, darunter die traditionellen Hofstellen Stumpf (Oberrotte 49), Jager (Oberrotte 50 und 93), Lienharter (Oberrotte 52), Schmied (Oberrotte 53) sowie dem Gebäude Oberrotte 105.

## Geschichte
Den Grundstein für die Besiedlung von Erlsbach wurde durch die mittelalterliche Schwaige (Urhof) Erlsbach gelegt, die als Freistift dem Dominikanerinnenkloster Lienz unterstand. Im Bereich dieser Schwaigen entstand durch Neurodung die Raut Poppel, die zur Grundherrschaft der Pfarre Windisch-Matrei gehörte.

## Bauwerke und sakrale Kunst
Historisch bedeutendstes Gebäude in Erlsbach ist das Wohngebäude des Paarhofs Jager. Es handelt sich um einen zweigeschoßigen, gezimmerter Kantblockbau mit schindelgedecktem Blockpfettendach, der entlang der Firstlinie materiell geteilt ist. Der ältere, östliche Teil verfügt über einen Baukern aus dem 16. Jahrhundert, während die westliche Gebäudehälfte vermutlich im 18. Jahrhundert zugebaut wurde. Am linken Ufer des Erlsbach findet sich ein Wegkreuz aus dem 20. Jahrhundert.